# Торре-дель-Греко
Торре-дель-Греко, Торре-дель-Ґреко (італ. Torre del Greco) — місто та муніципалітет в Італії, у регіоні Кампанія, метрополійне місто Неаполь.
Торре-дель-Греко розташоване на відстані близько 210 км на південний схід від Рима, 14 км на південний схід від Неаполя.
Населення — 86 793 особи (2014).
Щорічний фестиваль відбувається 8 грудня та 19 вересня. Покровитель — Beata Vergine Maria.

## Демографія
Населення за роками:

Станом на 1 січня 2023 року в муніципалітеті офіційно проживало 788 іноземців з 58 країн, серед них 164 громадяни країн Євросоюзу та 303 громадяни України.

## Уродженці
- Мауро Еспозіто (*1979) — італійський футболіст, нападник, згодом — футбольний тренер.

## Відомі особи, пов'язані з містом
- Нікола Де Корсі – італійський художник, прожив тривалий час у Торре-дель-Греко.

## Сусідні муніципалітети
- Боскотреказе
- Ерколано
- Оттав'яно
- Торре-Аннунціата
- Треказе

## Міста-побратими
- Монтезаркьо, Італія (2008)